# Gonatium fuscum
Gonatium fuscum là một loài nhện trong họ Linyphiidae.
Loài này thuộc chi Gonatium. Gonatium fuscum được Friedrich Wilhelm Bösenberg miêu tả năm 1902.